# Straatartiest

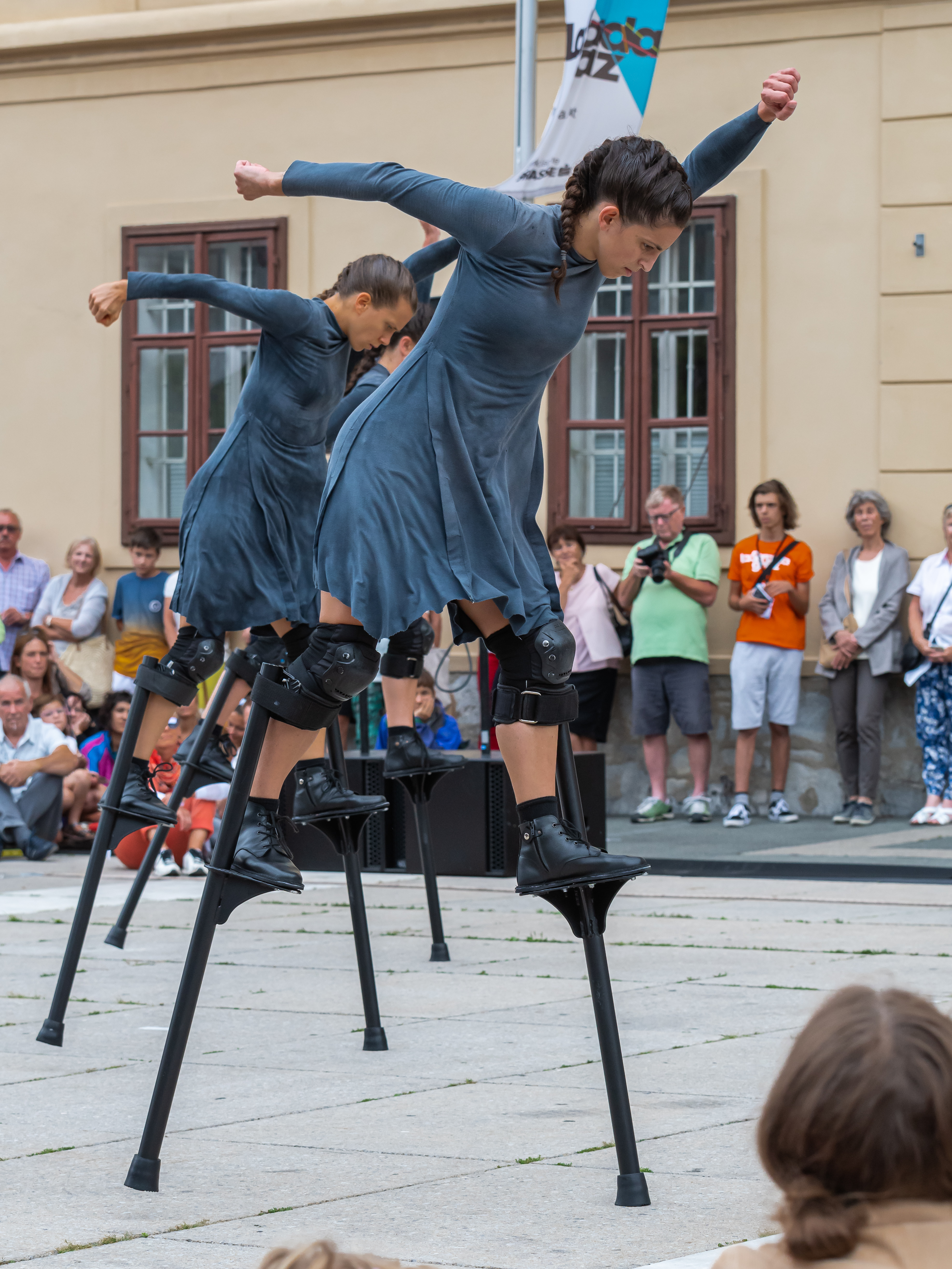

Een straatartiest is een persoon die, al dan niet als beroep, kunst als bijzondere voorstelling op openbare plaatsen uitoefent. De straatartiest maakt daarbij geen gebruik van een podium en ook niet van complexe installaties.
Straatartiesten zijn onder andere portrettekenaars, karikaturisten, graffitikunstenaars, muzikanten, acrobaten, filmers, fotografen, levende standbeelden, clowns, steltlopers, maar ook een orgelman met een draai- of buikorgel. Ook mensen die bijvoorbeeld op braderieën ambachten op straat uitoefenen, zoals  een hoefsmid of een glasblazer, worden aangemerkt als straatartiesten.
De straatartiest dient zich in Nederland bij de uitoefening van zijn of haar kunst aan de APV te houden. Voorbeelden hiervan zijn: 
- Een gemeente kan hierop uitzonderingen maken of aanvullende eisen stellen in verband met bijvoorbeeld geluidshinder, zoals het verbieden van het gebruik van geluidsapparatuur.[2]
- Vaak stelt de gemeente waarin men optreedt de aanvraag van een vergunning of een ontheffing als eis.[3]
- Onder bepaalde voorwaarden kan van de eis voor de aanvraag van een vergunning of een ontheffing afgeweken worden.[4]

Een muzikant die op straat optreedt wordt meestal een straatmuzikant genoemd.
De meeste straatartiesten treden uit hobby op, maar wanneer men beroepsmatig als straatartiest optreedt, is men zzp'er. 